# Blabbermouth.net
Blabbermouth.net è un sito web statunitense fondato e gestito da Borivoj Krgin.
Il sito ha come scopo primario di occuparsi di notizie principalmente inerenti all'heavy metal e all'hard rock ma raccoglie anche recensioni di album discografici. La prima versione del sito web è stata lanciata nel marzo 2001; nell'ottobre 2001 l'etichetta discografica Roadrunner Records ha iniziato ad ospitare il sito. Gli utenti possono pubblicare commenti su articoli di notizie e recensioni di album selezionati, in risposta ai commenti di altri utenti o in risposta all'articolo stesso.

## Storia
Il fondatore Borivoj Krgin ha avuto l'idea di Blabbermouth nel gennaio 2000. Robert Kampf, un amico di Krgin che gestisce Century Media Records, stava con Krgin a New York e aveva organizzato un incontro con Gunter Ford di World Management. Durante l'incontro, Ford ha suggerito l'idea di un "portale heavy metal", un sito che avrebbe offerto notizie, merchandising e recensioni di CD per permettere alle etichette discografiche di vendere i loro prodotti attraverso il sito. Ford voleva che Kampf fosse coinvolto. A Krgin non piaceva l'idea e desiderava un sito che offrisse notizie, poiché pensava che non esistessero buoni siti di notizie.
Krgin iniziò a lavorare su come sviluppare e ospitare il proprio sito web due mesi dopo l'incontro. Dopo un anno Krgin andò "online". La versione "primitiva" del sito fu lanciata il 3 marzo 2001. Nell'ottobre dello stesso anno Monte Conner, amico di Krgin, e il manager della Roadrunner Records hanno proposto a Krgin l'idea di ospitare il sito sul server della Roadrunner. In questo modo, Krgin avrebbe potuto concentrarsi sul contenuto di Blabbermouth.net piuttosto che sugli aspetti tecnici legati alla gestione di un sito.
Blabbermouth.net viene descritto dalla London Free Press come un "sito affidabile per l'industria e i fan".

## Fonti delle notizie
Secondo le sue stesse parole, Krgin trascorre la maggior parte del tempo a gestire il sito. Quando trova informazioni relative ai gruppi, Krgin afferma di consultare i loro siti ufficiali (comprese le pagine sui social network), che di solito vengono segnalati immediatamente come fonte e le bacheche dei messaggi in cui i membri del gruppo pubblicano. Tuttavia, Krgin fa affidamento sui contatti che ha preso nel corso degli anni, che vanno dai musicisti, ai giornalisti del mondo del metal, ai manager e ad altre persone nel settore della musica, affermando che da qui provengono le "migliori" informazioni. 
Krgin presumibilmente invia e-mail ed effettua telefonate quotidiane per ottenere nuove informazioni. Blabbermouth.net ha una funzione di "invio notizie" che si è rivelata utile per Krgin. Quando riceve una notizia che ritiene degna di essere pubblicata, Krgin contatta le persone legate al gruppo e chiede conferma. Il 90% delle informazioni pubblicate viene trovato online o inviato direttamente al sito da gruppi, manager, etichette o addetti ai lavori.

## Critiche
Blabbermouth.net è stato criticato da musicisti e persone dell'industria musicale per i troll di Internet e i post di notizie che non sono collegati all'heavy metal o all'hard rock. Krgin ha dichiarato di pubblicare questi articoli per attirare commenti umoristici dagli utenti e come antidoto alla costante monotonia delle notizie sugli album.
Nel settembre 2006, Krgin ha affermato di aver eseguito una pulizia dei commenti di Blabbermouth.net e di aver adottato una politica in base alla quale gli utenti possono segnalare commenti offensivi per cancellarli dal sito. Precedentemente, con le sue stesse parole, "innumerevoli commenti offensivi, osceni, diffamatori, razzisti, omofobi e minacciosi" erano stati pubblicati sul sito dall'implementazione della funzione "commenti" all'inizio del 2002.